# Classe Élan
La classe Élan est une classe d'avisos dragueurs de mines. Prévus comme dragueurs de mines, ils ne seront jamais utilisés dans ce rôle, mais plutôt comme escorteurs. Construits entre 1936 et 1940, le premier entre en service juste avant le début de la Seconde Guerre mondiale.

## Particularité
Cette classe d'avisos était surnommée "semi-submersibles" à cause de leur plage avant très basse sur l'eau, leur donnant le profil d'un sous-marin dont la superstructure aurait été exagérément importante.

## Service
Après la défaite de la France en juin 1940, 4 unités de cette classe sont réfugiés dans des ports britanniques, après avoir participé à l’évacuation de Dunkerque. IIls sont saisis par les Britanniques lors de l'opération Catapult. 3 d’entre eux, le Commandant Duboc, le Commandant Dominé et La Moqueuse servent dans les forces navales françaises libres (FNFL), tandis que La Capricieuse navigue sous le pavillon de la Royal Navy jusqu’à la fin de la guerre.
Les autres navires restent sous le contrôle de Vichy: 4, l’Élan, le Commandant Delage, La Boudeuse et La Gracieuse, sont basés au Maroc. L’Élan est interné en Turquie de juin 1941 à décembre 1944, où il rejoint les Forces françaises combattantes. Les autres sont capturés par les Alliés après l’invasion de l’Afrique du Nord en novembre 1942, et sont restitués aux Français.
5 unités sont basées à Toulon. Après l’occupation allemande de la zone libre en novembre 1942, un bâtiment, le Commandant Bory, rallie les FNFL. Le Commandant Rivière et La Batailleuse sont capturés par les Allemands et cédés aux Italiens, tandis que L'Impétueuse et La Curieuse sont sabordés par leur équipage, avec le reste de la flotte française. Ils seront renfloués et eux aussi cédés aux Italiens. L'un d'eux est coulé sous pavillon italien et les 3 autres sont récupérés par les Allemands après l’armistice italien. Ils seront ensuite sabordés.
Les 9 unités de cette classe qui survivent à la guerre restent en activité dans la Marine nationale avant d’être retirés du service entre 1953 et 1963.

## Navires
- Élan (indicatif visuel A19 puis F748)
- La Batailleuse
- La Boudeuse (indicatif visuel A18 puis F744)
- La Capricieuse (indicatif visuel A16 puis F745)
- Commandant Bory (indicatif visuel A11 puis F740)
- Commandant Delage (indicatif visuel A12 puisF741)
- Commandant Dominé (indicatif visuel  A15 puis U70 et F742)
- Commandant Duboc (indicatif visuel  A17puis U41 et F743)
- Commandant Rivière
- La Curieuse
- La Gracieuse (indicatif visuel A14 puis F746)
- L'Impétueuse
- La Moqueuse (indicatif visuel A13 puis U17 et F747).

Artillerie
Entre 1941 et 1942, 3 unités, La Moqueuse, le Commandant Duboc et le Commandant Dominé sont réarmés par les Britanniques. Leur artillerie principale est remplacée par deux canons de 4 pouces QF Mk XVI de 102 mm, tandis que La Moqueuse reçoit elle aussi un canon 3 inch/40 QF Mk I HA. Tous les 3 reçoivent aussi un canon QF 2 pounder pom-pom de 40 mm en remplacement de leur quadruple mitrailleuses Hotchkiss de 13,2 mm/76 AA.
Ils conservent leurs mitrailleuses double 13,2 mm/76 AA, tandis que deux navires reçoivent différents autres calibres. Le Commandant Duboc gagne un 25 mm/60 M1938 et deux 20 mm/70 Oerlikons, et le Commandant Dominé quatre canons doubles et deux mitrailleuses simples de  12,7 mm/62,.
En 1947, le Commandant Dominé est réarmé avec un canon simple 105 mm/45 calibre SK C/32 allemand comme armement principal, un canon simple Bofors 40 mm/60 Mk.3 et quatre canons simples 20 mm/70 Mk.2 Oerlikons,.